# Чулница
Чулница е селска община в окръг Яломица, Мунтения, Румъния, включваща селата Чулница, Йон Гика, Ивънѐщи и Пояна.
Общината е разположена в южната част на окръга, на границата с окръг Кълъраш, на десния бряг на река Яломица, южно от община Слобозия. Пресича се от окръжния път DJ201, който го свързва на запад от Албешти, Аксинт и Коренени (където завършва в DN2) и на изток от Слобозия, Маркулешти и Цъндърей (където завършва в DN2A).

## Политика и администрация
Община Чулница се администрира от кмет и местен съвет, съставен от 11 съветници. 

## История
В края на XIX век землището на общината се простира далеч на юг, на територията на сегашния окръг Калараши, а населението на достига 1379 жители, с една църква, едно мъжко училище с 58 ученици и едно девическо училище с 16 ученици. През този период към общината са присъединени и селата Ларгу, Пояна и Иванещи, с население от 988 жители, с две смесени начални училища със 72 ученици (от които 14 момичета) и две църкви, по една във всяко село.
През 1925 г. община Чулница има 1512 жители и е присъединена на община Слобозия.  Община Пояна, в същата мрежа и в същия състав, е имала 1580 жители.  Ларгу получава името Йон Гика. 
Край селото преминава железопътната линия Букурещ-Кюстенджа. През 1929 г. близо до станция Чулница е регистриран железопътен инцидент, при който в резулат от злонамеренени действия с цел грабеж от страна на лица от ромски произход е избегнато дерайлирането на ускорен влак.
През 1950 г. общините са прехвърлени в област Слобозия от региона Яломица, а след това (след 1952 г.) – от региона Букурещ. През 1968 г. те се завръщат във възстановения окръг Яломица, а село Гимпачи е включено в село Пояна. 

## Исторически паметници
Четири обекта в община Чулница са включени в списъка на историческите паметници от окръг Яломица като паметници от местно значение, като всички са класифицирани като архитектурни паметници. Става дума за църквата „Свети Никола“ в Пояна (в района на бившето село Гимпачи), датираща от 1874 г.; църквата „Благочестива Параскева“ от Иванещи (1848); Къщата на Кяжна Кражу (1810) и къщата на Елена Брату (1850), и двете в село Пояна.
Исторически паметник на архитектурата от национално значение е дървената църква „Свети Никола“ в село Пояна, датираща от 1748 г. Днес тя е преместена и се намира в Слобозия.

## Допълнителна библиография
- Община Ciulnița: страници с монография, Stelian Ivăncioiu, Издателство Helis, 2007